# Zelleromyces albellus
Zelleromyces albellus es una especie de hongos, perteneciente a la familia Russulaceae, fue descripto por primera vez por Singer & A.H.Sm., recibió su nombre actual por parte de los micólogos Trappe, Lebel & Castellano en el año 2002.